# Křížová kytka

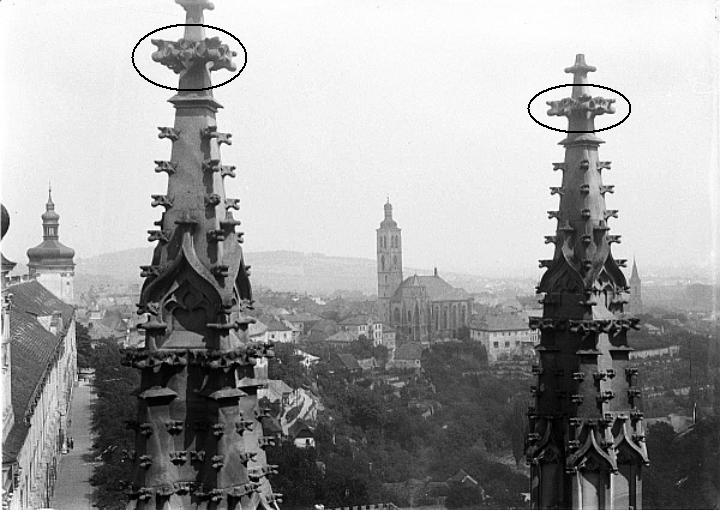
Křížové kytky (v černých kroužcích) na fiálách chrámu sv. Barbory v Kutné Hoře

Křížová kytka (též jednoduše kytka, kytice) je ozdobný prvek zdobící v gotické architektuře vrcholek fiály či vimperku. Je tvořená čtveřicí dekorativních lístků obklopujících objekt většinou ze všech čtyř stran. Pod křížovou kytkou se na těle fiály ve vertikálních řadách nacházejí tzv. kraby, nad ní pak čtveřice lístků zvaná poupě.